# ディミトリス・スグロス
ディミトリス・スグロス（ギリシア語: Δημήτρης Σγούρος；英語: Dimitris Sgouros、1969年8月30日 - ）はギリシャのピアニスト。

## 経歴
1969年、アテネ生まれ。神童の名をほしいままにし、10歳でアテネ国立音楽院のピアノ科教授となった。7歳でリサイタル・デビュー。12歳のときにロストロポービッチ指揮でラフマニノフの『ピアノ協奏曲第3番』でカーネギー・ホールデビュー。13歳でラフマニノフの『ピアノ協奏曲第3番』を弾き、英国ロイヤル・フェスティヴァルホールデビュー（ロストロポービッチ指揮/ロンドンPO）。翌日のザ・タイムズ紙に、「大成功を博した。大成功を博したばかりではなく、しずかに大成功をおさめた。あれは最大の脅威だった」と論評された。リストの『超絶技巧練習曲』（抜粋）と『メフィスト・ワルツ1番』を14歳の時に録音。また45曲のピアノ・コンチェルトをレパートリーにしていたという。アルトゥール・ルービンシュタインをして、”私を含めたすべてのピアニストの中で最も優れている”と言わしめ、愛用の金時計をプレゼントしている。 1983年にベルリン・フルハーモニー管弦楽団とラフマニノフのピアノ協奏曲第3番を録音（指揮はユーリ・シモノフ）。
現在も教育と芸術を合わせた講義を世界各地の大学で行っており、母国を中心にコンサート活動を行っている。